# 和泉実
和泉 実（いずみ みのる、1961年9月10日 - ）は、高校野球指導者。早稲田実業学校高等部硬式野球部監督。

## 経歴
- 東京都出身。
- 1978年 - 早稲田実業学校高等部野球部捕手（高2年次）として春夏連続で甲子園に出場。
- 早稲田大学教育学部へ進学し早稲田大学野球部に所属。早大野球部では泉正雄（前橋工出身）に次ぐ捕手の準レギュラーポジションにあった。
- 1984年 - 食品会社に委託社員として勤務しつつ、山口県立南陽工業高等学校野球部監督に就任。
- 1992年3月 - 和田明早実野球部監督が死去。同年秋より後任として早実野球部監督に就任。早実での職位は総務部職員（教員ではない）。
- 2006年 - 斎藤佑樹を擁し10年ぶりに出場した全国高等学校野球選手権大会では決勝戦で駒澤大学附属苫小牧高等学校を再試合の末に破り、早実は初優勝を達成した[1]。

## 甲子園での監督成績
- 1996年夏　○6-1近江　●3-4海星（三重）
- 2006年春　○7-0北海道栄　△7-7関西（延長15回引き分け）　○4-3関西（再試合）　●3-13横浜　（ベスト8）
- 2006年夏　○13-1鶴崎工　○11-2大阪桐蔭　○7-1福井商　○5-2日大山形　○5-0鹿児島工　△1-1駒大苫小牧（延長15回引き分け）　○4-3駒大苫小牧　（優勝）
- 2009年春　○4-3天理　○9-2富山商　●4-5利府　（ベスト8）
- 2010年夏　○2-0倉敷商　○21-6中京大中京　●6-10関東一
- 2013年春　○4-2龍谷大平安　●1-4仙台育英
- 2015年夏　○6-0今治西　○7-6広島新庄　○8-4東海大甲府　○8-1九州国際大付　●0-7仙台育英　（ベスト4）
- 2017年春　○5-4明徳義塾　●8-11東海大福岡
- 2024年夏　○8-4鳴門渦潮　○1-0鶴岡東　●2-3大社

春：出場4回6勝4敗1分（8強2回）　夏：出場4回15勝4敗1分（優勝1回、4強1回）　通算：出場7回21勝8敗2分（優勝1回、4強1回、8強2回）

## キャリア・経歴
- 全国高等学校野球選手権大会優勝監督